# عردة (الأحساء)
عردة هي هجر من الربع الخالي تقع في الجهة الشرقية من الأحساء، تتبعُ لمحافظة العديد في المنطقة الشرقية في المملكة العربية السعودية.

## الموقع
تبعد عن الأحساء مسافة 1400 كيلومتر، تقع الهجر علي أطراف صحراء الربع الخالي من جهة الجنوب الشرقي، تبعد عن حدود سلطنة عمان حوالي 25 كيلومتر، حيث تقع جنوب المملكة العربية السعودية.

## المرافق
توجد في عردة تشمل مدارس للبنين والبنات، ومركز عردة. وتتوفر بالهجرة خدمات الصحة والكهرباء، وقطاع عردة التابع لحرس الحدود السعودي.

## مطار عردة
في عام 2010، صدرت موافقة علي إنشاء مطار عردة، المطار الذي يتبع إلي حرس الحدود السعودي، من إنشاء وزارة الداخلية، إلي جانب مطارات الربع الخالي التي تتكون من مطار البطحاء، ومطار شبيطة، ومطار ذعبلوتن.

## الاقتصاد
يعمل بعض أهالي الهجرة مع الرحالة الأجانب، نظرًا لصعوبة صحراء الربع الخالي، حيث يعمل الرحالة الأجانب علي أستكشاف الصحراء، والقيام بدراسات تاريخية، وللتعرف علي طبيعة الصحراء.

## رمضان
تُعتبر هجرة عردة أول مناطق السعودية تفطر في صيام شهر رمضان.

## صحراء الربع الخالي
تُعتبر صحراء الربع الخالي أكبر صحراء رملية في العالم، وهي جزء من الصحراء العربية رابع أكبر صحراء في العالم. وتحتل الثلث الجنوبي الشرقي من شبه الجزيرة العربية، ويتجزء الربع الخالي حالياً بين أربع دول هي السعودية واليمن وسلطنة عمان والإمارات العربية المتحدة، ويقع الجزء الأكبر منه داخل الأراضي السعودية.